# Spurius Postumius Albinus Paullulus
Spurius Postumius Albinus Paullulus († um 169 v. Chr.) entstammte dem römischen Patriziergeschlecht der Postumier und war 174 v. Chr. Konsul.

## Leben
Postumius’ voller Name inklusive Filiation ist nur durch die Fasti Capitolini überliefert, die den Vornamen seines Vaters und Großvaters als Aulus angeben. Daraus ergibt sich, dass er der Enkel des Konsuls von 242 v. Chr., Aulus Postumius Albinus, sowie der Bruder der Konsuln von 180 und 173 v. Chr., Aulus Postumius Albinus Luscus und Lucius Postumius Albinus, war.
Wahrscheinlich wurde Postumius jeweils zwei Jahre nach seinem älteren Bruder Aulus kurulischer Ädil und Prätor. Nach dieser Annahme hätte Postumius 185 v. Chr. die kurulische Ädilität innegehabt. Sicher ist jedenfalls, dass er 183 v. Chr. Prätor wurde und in dieser Funktion die Provinz Sizilien verwaltete. Zwei Jahre vorher könnte er ohne weiteres von seinem Vetter Spurius Postumius Albinus, dem Konsul von 186 v. Chr., zum Ädil befördert worden sein, weil dieser die Wahlen für 185 v. Chr. abhielt und dabei erwiesenermaßen Postumius’ älterem Bruder Aulus und einem weiteren Familienmitglied zu Prätorenstellen verhalf. Dazu kommt, dass die beiden (namentlich bekannten) plebejischen Ädilen von 185 v. Chr. zwei Jahre später mit Postumius zu Prätoren gewählt wurden, so dass es naheliegt, dass die drei Männer auch 185 v. Chr. Kollegen in der Ädilität waren. Außerdem erwähnt Plinius der Ältere, dessen Quelle Lucius Calpurnius Piso Frugi ist, einen kurulischen Ädil Spurius Albinus, der den wohlhabenden, von einem neidischen Nachbarn wegen angeblicher Hexerei angeklagten Freigelassenen Gaius Furius Chresimus vor Gericht zitierte; doch der Beschuldigte konnte die gegen ihn erhobenen Vorwürfe entkräften und glaubhaft machen, dass er seinen Reichtum redlich erworben habe, so dass ein Freispruch erfolgte. Plinius verzeichnet allerdings keine Jahreszahl für die Amtszeit dieses Spurius Albinus. Obwohl die Episode vom Annalisten Titus Livius nicht erwähnt wird, hält der Althistoriker Friedrich Münzer es für wahrscheinlich, dass Spurius Postumius Albinus Paullulus gemeint ist und hält ihn wegen der oben angegebenen Gründe für einen der kurulischen Ädiln von 185 v. Chr.
Da die Familie der Fulvier und deren Partner in der ersten Hälfte der 170er Jahre v. Chr. die römische Politik dominierten, erreichte Postumius den Höhepunkt seiner Laufbahn erst 174 v. Chr., als er gemeinsam mit Quintus Mucius Scaevola das Konsulat antreten konnte. Nun aber wurde Postumius’ älterer Bruder Aulus 174 v. Chr. Zensor und sein jüngerer Bruder Lucius im nächsten Jahr Konsul, so dass nun die Mehrzahl der obersten Staatsämter in den Händen dieser drei Brüder lag. Da der Bericht des Livius im 41. Buch seiner Römischen Geschichte große Lücken aufweist, weiß man über die Amtszeit des Postumius als Konsul fast nichts. So ist auch die ihm zugeteilte Provinz unbekannt.
Wie seine beiden Brüder ging Postumius 171 v. Chr., als der Krieg der Römer gegen den Makedonenkönig Perseus begann, an der Spitze einer Gesandtschaft ins Ausland. Diese bestand neben Postumius aus zwei weiteren Mitgliedern, vermutlich Konsularen, und begab sich nach Rhodos und zu anderen Verbündeten in Kleinasien. Nicht viel später dürfte Postumius der Tod ereilt haben.